# 58-я танковая бригада
58-я танковая бригада — танковая бригада Красной армии в годы Великой Отечественной войны.
Сокращённое наименование — 58 тбр.

## Формирование и организация
58-я отдельная танковая бригада была сформирована в декабре 1941 г. на базе 58-й танковой дивизии. Бригаду возглавил бывший комбат 107-й мотодивизии подполковник Н.В.Моргунов. Переформирование происходило на Калининском фронте.  После выводя с фронта после тяжёлых потерь в ноябрьских боях 58 танковая дивизия сосредоточилась восточнее г. Кимры, где проходила переформирование и пополнение. Новых танков однако бригада не получила и в конце декабря насчитывала 1 Т-34, 2 БТ-7, 1 БТ-2, 3 БА-10.
К 22 декабря 1941 года. бригада сосредоточилась в районе Конаково, откуда 28 декабря выступила походным маршем в сторону фронта.
С 1 января 1942 г. бригада подчинена 30-й армии Калининского фронта. С 10 февраля 1942 г. выведена на доукомплектование в резерв Ставки ВГК в район Костерево (Московский ВО).
Директивой НКО № 723499сс от 15.02.1942 г. бригада переведена на новые штаты.
С 16 мая 1942 г. бригада подчинена 6-й армии Юго-Западного фронта. С 19 мая 1942 г. переподчинена 28-й армии. С 16 июня 1942 г. бригада выведена в резерв Юго-Западного фронта.
С 16 июля 1942 г. бригада выведена на доукомплектование в резерв Ставки ВГК в Саратов.
С 15 сентября 1942 г. бригада подчинена 4-й танковой армии Сталинградского фронта. С 24 июля 1942 г. включена в состав 7-го танкового корпуса 66-й армии. С 4 октября 1942 г. подчинена напрямую 66-й армии. С 22 декабря 1942 г. выведена на переформирование в резерв Ставки ВГК в район Тамбова.

## Боевой и численный состав
Сформирована по штатам №№ 010/303-010/310 от 09.12.1941 г.:
Управление бригады [штат № 010/303]
Рота управления [штат № 010/304]
Разведывательная рота [штат № 010/305]
116-й отд. танковый батальон [штат № 010/306]
117-й отд. танковый батальон [штат № 010/306]
58-й мотострелково-пулемётный батальон [штат № 010/307]
Ремонтно-восстановительная рота [штат № 010/308]
Автотранспортная рота [штат № 010/309]
Медико-санитарный взвод [штат № 010/310]
Директивой НКО № 723499сс от 15.02.1942 г. переведена на штаты №№ 010/345-010/352 от 15.02.1942 г.:
Управление бригады [штат № 010/345]
116-й отд. танковый батальон [штат № 010/346]
117-й отд. танковый батальон [штат № 010/346]
58-й мотострелково-пулемётный батальон [штат № 010/347]
Противотанковая батарея [штат № 010/348]
Зенитная батарея [штат № 010/349]
Рота управления [штат № 010/350]
Рота технического обеспечения [штат № 010/351]
Медико-санитарный взвод [штат № 010/352]
В сентябре 1942 г. переведена на штаты №№ 010/240-010/248 от 06.09.1942 г.:
Управление бригады (штат № 010/240)
Рота управления
116-й отд. танковый батальон
117-й отд. танковый батальон
58-й моторизованный стрелковый батальон
58-я истребительно-противотанковая артиллерийская батарея
Зенитная батарея
58-я рота технического обеспечения
58-й медико-санитарный взвод

## Подчинение
Периоды вхождения в состав Действующей армии:
- с 01.01.1942 по 01.03.1942
- с 17.05.1942 по 16.07.1942
- с 16.09.1942 по 01.01.1943

| Дата            | Фронт (округ)             | Армия      | Корпус | Дивизия | Бригада | Примечания |
| --------------- | ------------------------- | ---------- | ------ | ------- | ------- | ---------- |
| 01.01.1942 года | Калининский фронт         | 30-я Армия |        |         |         |            |
| 01.02.1942 года | Калининский фронт         | 30-я Армия |        |         |         |            |
| 01.03.1942 года | Калининский фронт         | -          |        |         |         |            |
| 01.04.1942 года | Московский военный округ  | -          |        |         |         |            |
| 01.05.1942 года | Московский военный округ  | -          |        |         |         |            |
| 01.06.1942 года | Юго-Западный фронт        | 28-я Армия |        |         |         |            |
| 01.07.1942 года | Юго-Западный фронт        | -          |        |         |         |            |
| 01.08.1942 года | Приволжский военный округ | -          |        |         |         |            |
| 01.09.1942 года | Приволжский военный округ | -          |        |         |         |            |
| 01.10.1942 года | Донской фронт             | -          |        |         |         |            |
| 01.11.1942 года | Донской фронт             | 66-я Армия |        |         |         |            |
| 01.12.1942 года | Донской фронт             | 66-я Армия |        |         |         |            |
| 01.01.1943 года | РВГК                      | -          |        |         |         |            |

## Командиры

### Командиры бригады
- Моргунов Николай Викторович, подполковник, 04.01.1942 - 29.08.1942 года.[3][4]
- Коробов Николай Иванович, полковник,  30.08.1942 - 16.09.1942 (16.09.1943 погиб в бою - ОБД)[5]
- Гуменюк Данил Кондратьевич, подполковник, конец сентября - начало октября 1942 года[6]
- Калинин Георгий Иванович, подполковник,17.09.1942 - 01.01.1943 года. [7]

### Начальники штаба бригады
- Гордеев Дмитрий Васильевич, подполковник, на февраль 1942 года
- Яговкин Евгений Петрович, майор, на 17 мая 1942 года.[8]

### Заместитель командира бригады по технической части
- Римашевский Иосиф Фёдорович, майор,на декабрь 1942 года [9]

### Начальник политотдела, заместитель командира по политической части
- Колосов Алексей Николаевич, полковой комиссар, 31.12.1941 - 19.03.1942 года.
- Резяпкин Александр Кузьмич, батальон. комиссар, 25.03.1942 - 07.07.1942 года.[10]
- Грановский Абрам Маркович, батальон. комиссар, с 06.11.1942 майор, 07.07.1942 - 01.01.1943 года.[11]